# Twenty Four Hour Party People
Twenty Four Hour Party People is een door Frank Cottrell Boyce geschreven en door Michael Winterbottom geregisseerde film over de muziekwereld in de jaren tachtig en begin jaren negentig in en rond de Engelse stad Manchester. Meer specifiek gaat de film over de opkomst en de ondergang van het label Factory Records en de nachtclub The Haçienda. De hoofdpersoon in de film is de journalist Tony Wilson, vertolkt door de komiek Steve Coogan.
De soundtrack bevat muziek van bands uit die periode, zoals Joy Division, The Durutti Column, de Sex Pistols, New Order en de Happy Mondays. De titel 24 Hour Party People is ontleend aan het gelijknamige nummer van de Happy Mondays.

## Rolverdeling
| Acteur            | Personage        | Opmerkingen                                                |
| ----------------- | ---------------- | ---------------------------------------------------------- |
| Steve Coogan      | Tony Wilson      | Hoofdpersoon                                               |
| Shirley Henderson | Lindsay Wilson   | Tony's eerste vrouw                                        |
| Paddy Considine   | Rob Gretton      | Manager van Joy Division en New Order                      |
| Lennie James      | Alan Erasmus     | Medestichter van Factory Records                           |
| Andy Serkis       | Martin Hannett   | Muziekproducent                                            |
| Sean Harris       | Ian Curtis       | Zanger van Joy Division                                    |
| John Simm         | Bernard Sumner   | Gitarist van Joy Division en zanger/gitarist van New Order |
| Ralf Little       | Peter Hook       | Bassist van Joy Division en New Order                      |
| Danny Cunningham  | Shaun Ryder      | Zanger van de Happy Mondays                                |
| Chris Coghill     | Bez              | Danser en percussionist bij de Happy Mondays               |
| Dave Gorman       | John The Postman |                                                            |
| Peter Kay         | Don Tonay        |                                                            |
| Kate Magowan      | Yvette           |                                                            |